# کاتاندوانه
کاتاندوانه یا کاتاندوانز (به انگلیسی: Catanduanes) یکی از استان‌های کشور فیلیپین است. این استان بخشی از جزیرهٔ لوزون به شمار می‌رود.
مرکز این استان شهر ویراک است. جمعیت آن حدود دویست و پانزده هزار نفر است. مساحت این استان هزار و پانصد کیلومتر مربع است .